# Солодівня

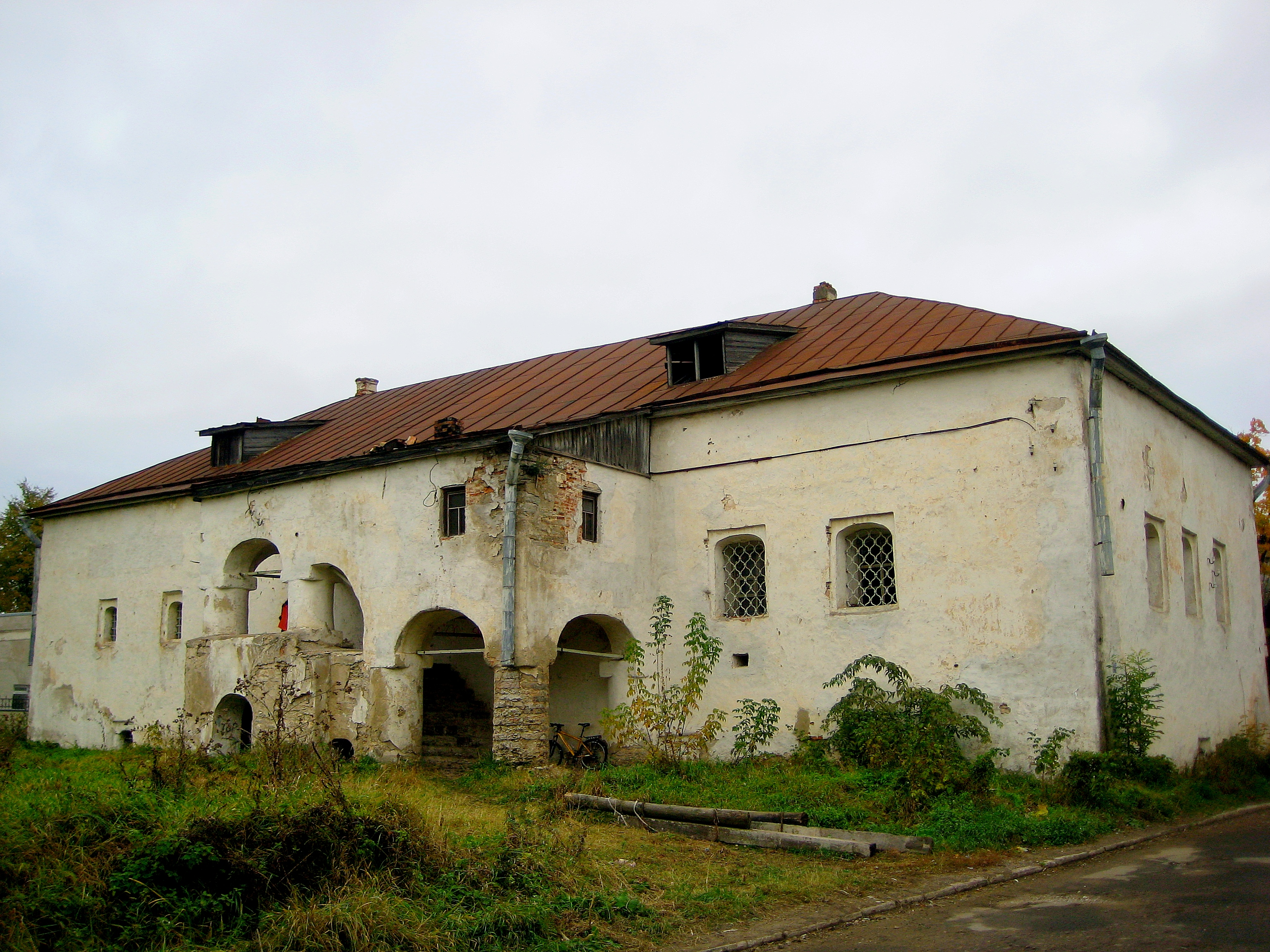
Солодівня в Пскові.

Солоді́вня, солодо́вня — приміщення, будова, де готують зерно для солоду. У солодівнях здійснюється процес солодування — пророщування зерна (переважно ячменю, пшениці) з наступним висушуванням. У ранньому Середньовіччі солод готували прямо на броварнях, але з розвитком спеціалізації солодовництво виділилося в окреме ремесло.

## Технологія

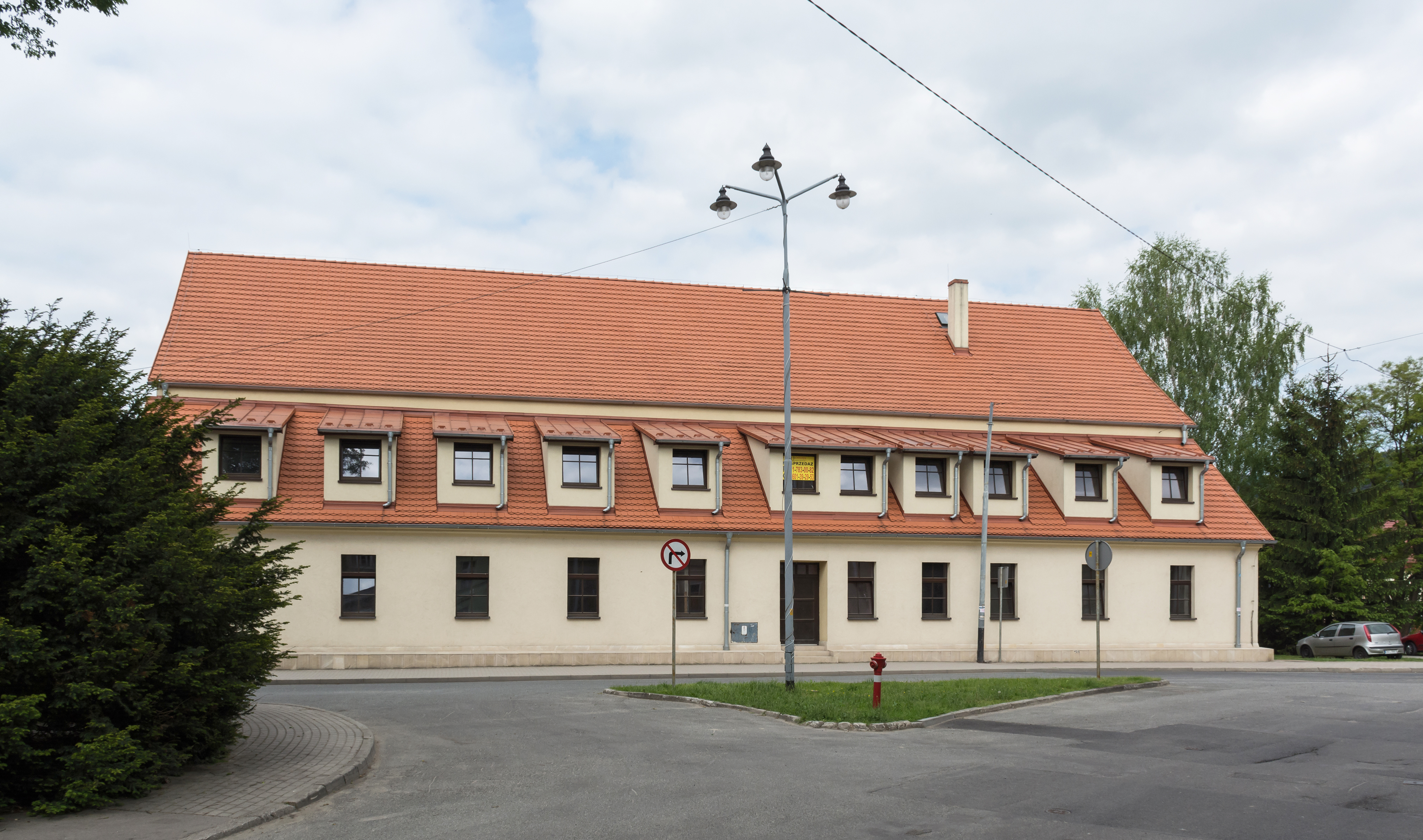
Історична солодівня в Льондку-Здрую

### Токове солодування

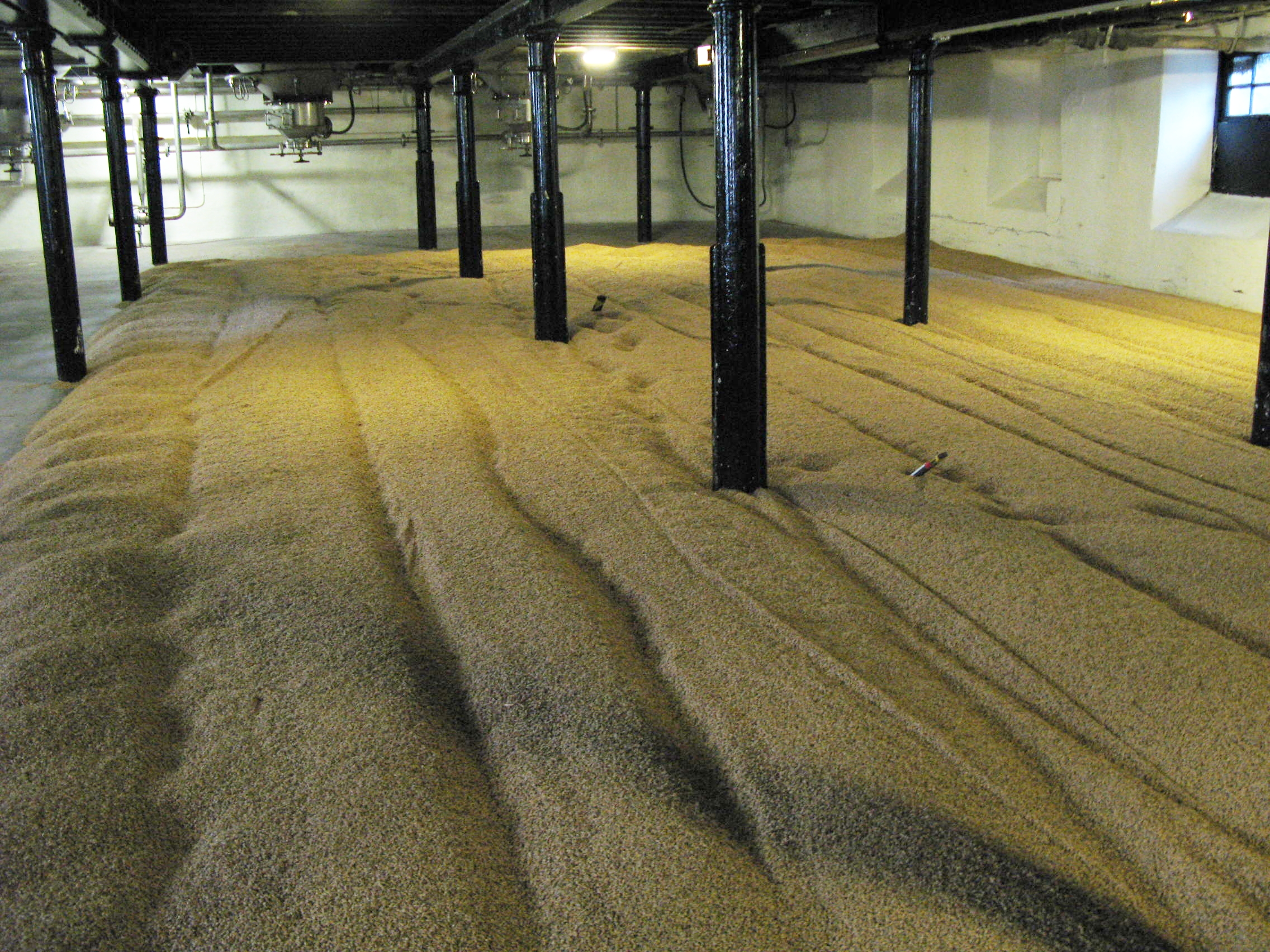
Пророщування солоду на току

При токовому солодуванні зерно спочатку піддавали замочуванню протягом однієї чи кількох діб. Замочування здійснювалося у викладених цеглою чи каменем ємностях глибиною 1 метр, іноді покритих свинцем. Під час цього процесу об'єм сировини збільшувався на 25 %
.
Потім вода зливалася, зерно зсипалося шаром 30-40 см в іншу ємність, де починалося виділення тепла й проростання. Це забирало 1-2 дні, залежно від сезону і місцевої практики.

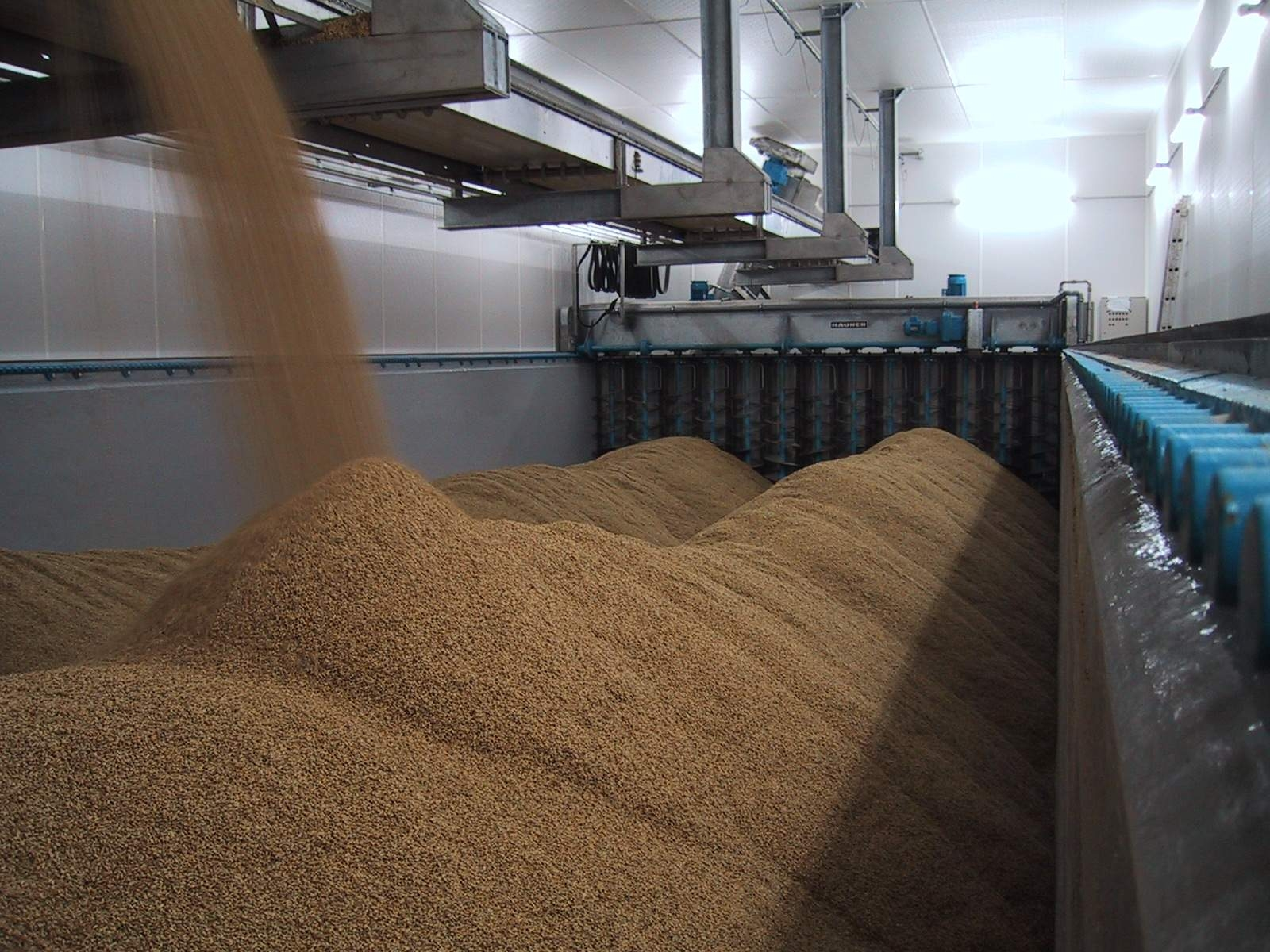
Зсипання зерна в Ящик Саладіна, Зангергаузен

Далі зерно висипалося шаром на рівний майданчик (так званий солодувальний тік), глибина визначалася температурою, але мала бути достатньо більшою, щоб сприяти росту. Для досягнення рівномірного росту зерно регулярно перегортали. По скінченню близько 14 днів пророщене зерно починали прогрівати біля печі, забезпечуючи при цьому вентиляцію. Потім знову зерно висипали на тік; через 1-2 дні починало випускати приємний запах, з'являлися корінці. Ще через пару днів починало рости майбутнє стебло, ядро ставало пухким і набувало солодкого смаку. Пророщування тривало, шар зерна робили тоншим. Процес зупиняли перш ніж пагін вийде з оболонки: на цій стадії більша частина крохмалю в зерні перетворюється на мальтозу, після чого зерно висушували на току. Мистецтво солодовника полягало в умінні регулювати зміни в зерні, адаптувати процес до кліматичних умов.

### Солодування методом Саладіна
Цей метод винайшов французький інженер Шарль Саладі́н (Саладе́н, Charles Saladin). Ячмінь замочується на годину, сплилі зернини видаляються. Далі зерно замочується на дві години для видалення прилиплих частинок і пилу. Наступний етап — попереднє поміщення в циркулюючу воду на 30 хвилин, промивання в свіжій воді з видаленням сплилих частинок. Потім йде сухе замочування з видаленням вуглекислого газу протягом 4 годин. Після кількох почергових сухих і вологих замочувань зерно переміщають у ящик Саладіна.